# Girl (bài hát của Destiny's Child)
"Girl" (tạm dịch: "Cô gái") là một ca khúc nhạc R&B được trình bày bởi nhóm nhạc người Mỹ Destiny's Child. Ca khúc được viết bởi Beyoncé Knowles, Kelly Rowland, Michelle Williams, Rodney Jerkins, Ric Rude, Angela Beyince, Sean Garrett, và Patrick Douthit, trích từ album phòng thu thứ tư của nhóm mang tên Destiny Fulfilled (2004). Ca khúc được sản xuất bởi Knowles, 9th Wonder, và gồm nội dung và mẫu nhạc từ "Ocean of Thoughts and Dreams" viết bởi Don Davis và Eddie Robinson, trình bày bởi The Dramatics. Ca khúc đã được chọn làm đĩa đơn thứ ba từ album và nằm tại vị trí #23 trên bảng xếp hạng Billboard Hot 100, trở thành đĩa đơn có vị trí thấp nhất kể từ "Bug a Boo" phát hành năm 1999.

## Video ca nhạc
Video mở đầu với cảnh Beyoncé đang đánh máy trong căn hộ của mình thì những thành viên khác đều đến và cùng xem một bộ phim truyền hình được thiết kế tương tự như Sex and the City. Trong bộ phim, 3 thành viên của nhóm đều tụ tập tại một quán ăn. Trong suốt video, những hành động, cử chỉ, lời thoại của nhóm đều khớp với lời nhạc của ca khúc.
Trong quán ăn, Beyoncé đang động viên Kelly vui lên thì cô lại giả vờ như không có chuyện xảy ra giữa cô và người bạn trai của mình. Nhưng sau đó, cô cũng đã chia sẻ câu chuyện của mình với những thành viên khác. Cảnh tiếp đó đã kể lại câu chuyện của Kelly khi chiếu cảnh cô chờ anh bạn trai của mình đến khuya để ăn tối, khi anh đã về nhà, cô liền tức giận đổ hết đồ ăn và lên lầu khóc. Dù vậy, trong khi nói chuyện, cô đã nói rằng anh chàng bạn trai của mình có lẽ vì quá bận rộn nên không thể bên cô và cho rằng mình cũng cần một người đàn ông bên cạnh. Beyoncé, sau đó vẫn khá nghi ngờ tình cảm của người bạn trai của Kelly và nói rằng cô không thể nào cô đơn được khi có những người bạn luôn quanh cô. Michelle sau đó đã kể về ngày mà cô phát hiện ra bạn trai của mình đang vui vẻ mua trang sức với một người phụ nữ khác và khuyên rằng cô nên từ bỏ người đàn ông kia.
Sau buổi trò chuyện, Kelly nhìn lạnh lùng và tức giận với người bạn trai sau khi anh về đến nhà. Anh đã xin lỗi cô và sau đó, Kelly đã giơ ra một chiếc còng bằng lông (ám chỉ tình dục), anh khá vui vẻ và cùng cô lên trên lầu. Nhưng trong cảnh tiếp theo, anh đã khỏa thân trong một chiếc quần lót và bị còng tay vào ban công (trong một số bản khác, hình ảnh người bạn trai bị làm mờ). Sau đó, Kelly đã bước khỏi phòng và ném chiếc chìa khóa trên tay, vui vẻ đi ra khỏi nhà. Các cô gái sau đó đã nắm tay nhau đi bộ trên đường và hát ca khúc, cuối cùng là ảnh bìa album Destiny Fulfilled được gắn trên một chiếc xe bus đã chạy ngang qua nhóm.
Video ca nhạc này được kèm theo trong đĩa DVD đính kèm của Phiên bản Tour lưu diễn Destiny Fulfilled hay đúng hơn là xuất hiện trong phiên bản Nhật của DVD Destiny's Child: Live in Atlanta.

## Diễn biến trên bảng xếp hạng
Ca khúc này đã được người hâm mộ bầu chọn là đĩa đơn tiếp theo của nhóm trên trang web chính thức của Destiny's Child. Nhưng thật đáng tiếc, ca khúc không giành được nhiều thành công như những đĩa đơn trước của họ, chỉ giành vị trí #23 trên U.S. Billboard Hot 100 và vị trí thứ 10 trên Hot R&B/Hip-Hop Songs. Đĩa đơn không nhận được sự tiếp nhận cao, vì vậy, số lượng tải kỹ thuật số cũng rất thấp, nhưng vẫn đủ giúp ca khúc lọt vào top 20. Sau "Girl", nhóm đã tiếp tục phát hành "Cater 2 U" để có thể cứu vãn lấy việc quảng bá album nhưng vẫn không hiệu quả.
Dù không gây được nhiều tiếng vang trên các bảng xếp hạng tại Hoa Kỳ, ca khúc vẫn nhận được nhiều yêu cầu trên các đài phát thanh và số lượng trình chiếu video ca nhạc lớn trên TV tại Anh. Chính nhờ vậy mà ca khúc đã vươn lên top 10 tại Anh và nằm tại vị trí thứ 6 trên bảng xếp hạng. "Girl" chính là đĩa đơn cuối cùng của nhóm trên thị trường âm nhạc châu Âu vì hai đĩa đơn "Cater 2 U" và "Stand Up for Love" đều hoãn phát hành tại đây vì diễn biến xếp hạng kém tại Hoa Kỳ. Ở Úc, ca khúc có vẻ thành công hơn rất nhiều khi giành vị trí top 5 trên bảng xếp hạng nhạc Urban và ARIA.

## Danh sách ca khúc
- Đĩa đơn tại Úc

1. "Girl" (Bản chỉnh của Radio)
2. "Girl" (JS Club Mix)
3. "Girl" (Junior Vasquez Club Dub)
4. "Girl" (The Freshman Remix)
5. "Got's My Own"

- Đĩa đơn tại châu Âu COL 675808 2

1. "Girl" (Bản chỉnh của Radio)
2. "Girl" (Junior Vasquez Club Dub)
3. "Girl" (JS Club Mix)
4. "Girl" (The Freshman Remix)
5. "Got's My Own"

- Đĩa đơn phối lại

1. "Girl" (Bản của đĩa đơn)
2. "Girl" (Maurice Joshua "U Go Girl" Remix)
3. "Girl" (Single Version Instrumental)
4. "Girl" (Junior Vasquez Club Dub)
5. "Girl" (JS Club Mix)

- Đĩa đơn tại Anh Phần 1[2]

1. "Girl" (Bản chỉnh của đài phát thanh)
2. "Girl" (Kardinal Beats Remix)

- Đĩa đơn tại Anh Phần 2

1. "Girl" (Bản chỉnh của đài phát thanh)
2. "Girl" (JS Club Mix - Maurice Joshua Remix)
3. "Got's My Own"

## Xếp hạng
| Bảng xếp hạng (2005)                 | Vị trí cao nhất |
| ------------------------------------ | --------------- |
| Australian ARIA Singles Chart        | 5               |
| Austrian Singles Chart               | 56              |
| Belgian Singles Chart                | 26              |
| Canadian Singles Chart               | 12              |
| Danish Singles Chart                 | 13              |
| Dutch Top 40                         | 11              |
| German Singles Chart                 | 38              |
| Irish Singles Chart                  | 8               |
| Italian Singles Charts               | 12              |
| New Zealand Singles Chart            | 6               |
| Romanian Singles Chart               | 23              |
| Swedish Singles Chart                | 49              |
| Swiss Singles Chart                  | 26              |
| UK Singles Chart                     | 6               |
| U.S. Billboard Hot 100               | 23              |
| U.S. Billboard Hot R&B/Hip-Hop Songs | 10              |
| U.S. Billboard Pop 100               | 12              |

## Thực hiện
- Giọng chính: Beyoncé Knowles (1 lời, một phần hát dư), Kelly Rowland (1 lời) và Michelle Williams (1 phần nối)
- Chịu trách nhiệm thu âm: Beyoncé Knowles và Kelly Rowland
- Thu âm: Jim Caruna tại Sony Music Studios, NYC
- Phối khí: Dave "Hard Drive" Pensado
- Giám đốc: Tom Coyne

## Những bản phối chính thức
| - "Girl" (Bản chỉnh của đài phát thanh) - "Girl" (Nhạc nền) - "Girl" (Junior Vasquez Club Dub Mix) - "Girl" (Maurice's Junior Club Mix) - "Girl" (Maurice's Classic U GO GIRL Vocal Mix) - "Girl" (Maurice's Classic U GO GIRL Extended Mix) - "Girl" (Maurice's Classic U GO GIRL Remix - Bản chỉnh của đài phát thanh 1) | - "Girl" (Maurice's Classic U GO GIRL Remix - Bản chỉnh của đài phát thanh 2) - "Girl" (Maurice's Js Club Mix) - "Girl" (The Freshman Remix) - "Girl" (The Freshman Remix - Bản mới) - "Girl" (Kardinal Beats Remix) |